# 2-Butyl-2-ethyl-1,3-propandiol
2-Butyl-2-ethyl-1,3-propandiol ist eine chemische Verbindung aus der Gruppe der Diole, welche als Repellent gegen Insekten in Form einer Kleidungsimprägnierung verwendet wird. Es wird außerdem für die Herstellung von Polyestern, Polyurethanen, Klebstoffen und Dichtstoffen genutzt.